# جاكوب جونسون
جاكوب جونسون (بالإنجليزية: Jacob Johnson)‏ هو قاضي ومحامي وسياسي أمريكي، ولد في 1 نوفمبر 1847 في آلبورغ في الدنمارك، وتوفي في 15 أغسطس 1925 في سولت ليك في الولايات المتحدة. حزبياً، نشط في الحزب الجمهوري. وقد انتخب عضو مجلس النواب الأمريكي.